# Graf Zeppelin (Schiff, 1938)
Die Graf Zeppelin war ein für die deutsche Kriegsmarine gebauter Flugzeugträger, der unvollendet blieb und nie in Dienst gestellt wurde. Namensgeber war der Luftschiffpionier Ferdinand von Zeppelin. Die Graf Zeppelin war Typschiff der mit zwei Einheiten geplanten Graf-Zeppelin-Klasse und der bislang einzige deutsche Flottenflugzeugträger. Der Bau zog sich mit Unterbrechungen von Dezember 1936 bis Februar 1943 hin, als er – obwohl bereits weit fortgeschritten – endgültig eingestellt wurde. Am Ende des Krieges wurde das inzwischen wieder teilweise ausgeschlachtete Schiff selbstversenkt. Es wurde nach dem Krieg von der Sowjetunion gehoben und schließlich bei Sprengversuchen 1947 endgültig versenkt.

## Geschichte
Nach der Machtübernahme der Nationalsozialisten im Jahre 1933 begann sich abzuzeichnen, dass die im Friedensvertrag von Versailles auferlegten Rüstungsbeschränkungen vom Deutschen Reich nicht mehr beachtet werden würden. Neben dem Bau von Schlachtschiffen und U-Booten rückte damit auch der Bau von Flugzeugträgern in greifbare Nähe. Die Marineleitung beauftragte daher die Konstruktionsabteilung der Marine, einen Amtsentwurf anzufertigen. Die militärischen Anforderungen waren dabei wie folgt angegeben:
- Einsatzraum: Nordsee und Atlantik
- Verdrängung: 15.000 Tonnen
- Geschwindigkeit: 33 Knoten
- Bewaffnung: 9 × 15-cm-Geschütze oder 6 × 20,3-cm-Geschütze und Flugabwehr
- Einsatzreichweite: 12.000 Seemeilen
- Panzerschutz wie Leichte Kreuzer.
- 60 Bordflugzeuge (wobei faltbare Tragflächen nur für ein Drittel der Flugzeuge gefordert waren)
- Zwei Katapulte
- Minimale Flugdecklänge: 180 Meter

Federführend für das Projekt war der Diplomingenieur Wilhelm Hadeler, der sich privat für den Schiffstyp Flugzeugträger interessierte und daher als einer von wenigen innerhalb des deutschen Militärs eine gewisse Vorstellung von den Anforderungen für den Schiffstyp hatte. Der Entwurf des Schiffes erfolgte aus dem Nichts heraus, da es keinerlei Erfahrungen gab, auf denen er basieren konnte. Die Unterlagen des Ausonia-Projekts aus dem Ersten Weltkrieg konnten nicht genutzt werden, da sie unauffindbar waren.
Um Basiswissen für den Entwurf zu bekommen, zog man die öffentlich einsehbaren Informationen über ausländische Flugzeugträger zu Rate. Das Vorbild für den ersten Entwurf waren die britischen Flugzeugträger der Courageous-Klasse. Um die grundlegende Frage, ob der Entwurf zweckmäßig war, zu beantworten, besuchte ein Mitarbeiter des Konstruktionsbüros den Flugzeugträger Furious im Rahmen einer Publikumsvorführung, was aber kaum verwertbare Informationen brachte. Parallel dazu wurde es möglich, im Herbst 1935 den japanischen Flugzeugträger Akagi zu besichtigen. Die Japaner waren in Bezug auf die Weitergabe von Konstruktionsunterlagen großzügig, da die Konstruktion der Akagi veraltet war und ihr Totalumbau kurz bevorstand.

### Erste Bauphase
Nachdem Hitler den Vertrag von Versailles am 16. März 1935 aufgekündigt hatte, war der Weg zum Bau eines Flugzeugträgers frei. Der deutsche Wunschbündnispartner Großbritannien vereinbarte, um bei der Aufrüstung ein Mindestmaß an Kontrolle zu wahren, ein Flottenabkommen, das Deutschland insgesamt 47.000 tn.l. Flugzeugträgertonnage zugestand. Daraufhin wurde am 16. November 1935 der Bauauftrag für den Flugzeugträger A, die spätere Graf Zeppelin, an den Werftbetrieb Deutsche Werke in Kiel vergeben. Da die vorgesehene Helling zu dem Zeitpunkt noch mit dem in Bau befindlichen Schlachtschiff Gneisenau belegt war, verzögerte sich die Kiellegung bis zum 28. Dezember 1936. Den Bauauftrag für das Schwesterschiff, den Flugzeugträger B, erhielt gleichzeitig die ebenfalls in Kiel ansässige Friedrich Krupp Germaniawerft AG. Es war üblich, dass der Bauauftrag für Schiffe noch nicht deren künftigen Namen enthielt. Der Grund lag nicht in der Geheimhaltung; vielmehr wollte sich der Oberbefehlshaber der Kriegsmarine das Recht der Namensvergabe vorbehalten. Die Namensfestlegung erfolgte meistens erst vor dem Stapellauf.
Der Stapellauf fand am 8. Dezember 1938 statt. Getauft wurde das Schiff von Hella von Brandenstein-Zeppelin, der Tochter des Grafen Zeppelin. Die Taufrede hielt Hermann Göring in Anwesenheit von Adolf Hitler.
Zu Kriegsbeginn war das Schiff etwa zu 90 % fertiggestellt. Der weitere Ausbau des Schiffes wurde ab September 1939 aber zugunsten des U-Boot-Baues zunächst verlangsamt und im Juni 1940 (Frankreich war besiegt) schließlich gestoppt. Ein Grund dafür war, dass es selbst nach einer Fertigstellung monatelang noch nicht einsatzbereit gewesen wäre. Das Schiff wurde sorgfältig konserviert, um eine spätere problemlose Wiederaufnahme des Baus zu ermöglichen. Auch Entwicklung und Bau der für den Flugzeugträger vorgesehenen Trägerflugzeuge Messerschmitt Bf 109 T als Jagdflugzeug, Junkers Ju 87 C als Sturzkampfbomber und Fieseler Fi 167 als Torpedobomber und Aufklärer wurden mit der Baueinstellung des Schiffes angehalten. Dagegen war die Trägergruppe 186, die für die Belegung vorgesehen war, seit Kriegsbeginn einsatzbereit und kampferprobt.
Am 6. Juli 1940 – vier Tage nach dem ersten Luftangriff auf Kiel – wurde angeordnet, die Graf Zeppelin wegen der Gefährdung durch Luftangriffe nach Osten zu verlegen. Am 12. Juli wurde sie, eskortiert von der Nautilus, über Saßnitz nach Gotenhafen geschleppt. Dort lag sie fast ein ganzes Jahr. Erst mit dem bevorstehenden Angriff auf die Sowjetunion wurde der Befehl erteilt, den Flugzeugträger wieder nach Westen zu befördern, um ihn vor sowjetischen Luftangriffen in Sicherheit zu bringen. Daraufhin wurde er nach Stettin geschleppt. Erst am 17. November 1941 kehrte er nach Gotenhafen zurück und wurde dann als Edelholzlager der Kriegsmarine genutzt.

### Zweite Bauphase
Nachdem sich mit dem britischen Angriff auf Tarent, dem Untergang der Bismarck und zuletzt dem japanischen Angriff auf Pearl Harbor gezeigt hatte, welch schlagkräftige Waffe ein Flugzeugträger darstellte, drängte die Seekriegsleitung 1942, die Graf Zeppelin doch noch fertigzustellen. Dazu wurde der Träger im November 1942 zurück nach Kiel geschleppt, wo die Deutschen Werke mit den Arbeiten begannen. Aufgrund technischer Weiterentwicklungen ergaben sich einige Änderungen am Gesamtentwurf, die vor allem die Inselaufbauten betrafen. Um das dadurch entstehende Mehrgewicht auszugleichen und eine Schlagseite zu verhindern, erhielt der Rumpf außen in der Wasserlinie unterschiedlich groß gestaltete Torpedowulste, die mit zusätzlichen Treibstoffbunkern versehen waren und so neben der verbesserten Schutzwirkung auch die Reichweite des Schiffs erhöhten. Die Turbinenanlage des Schiffes wurde für die Inbetriebnahme vorbereitet.
Hitler befahl am 26. Januar 1943 nach der Schlacht in der Barentssee, sämtliche großen Kriegsschiffe außer Dienst zu stellen. Am 2. Februar 1943 wurden die Arbeiten an der Graf Zeppelin endgültig gestoppt. Diese zweite Bauphase dauerte 61 Tage.
Auch die 1942 begonnene Entwicklung der Trägerflugzeuge Junkers Ju 87 E als Stuka, Torpedobomber und Aufklärer und Messerschmitt Me 155 A als Jagdflugzeug wurde mit dem endgültigen Baustopp an den beiden in Bau befindlichen Flugzeugträgern aufgegeben.

### Verbleib
Am 21. April 1943 wurde der zu über 90 % fertiggestellte Flugzeugträger nach Stettin geschleppt und in einem Seitenarm der Oder festgemacht. An ihrem neuen Liegeplatz diente die Graf Zeppelin als Ersatzteillieferant für andere Schiffe der Kriegsmarine. Am 25. April 1945 setzte ein Sprengkommando das Schiff auf Grund und zerstörte seine Antriebsanlage, um den Träger als Beute für die vordringenden sowjetischen Truppen unbrauchbar zu machen.
Das Wrack wurde im März 1947 von der Roten Armee gehoben und diente als Wohnschiff für eine Spezialabteilung, die mit der Auswertung der Konstruktionsunterlagen der Graf Zeppelin und anderer Beuteschiffe betraut war. Sie testete Bombenflugzeuge und Sprengladungen am Flugzeugträger, um zu ergründen, wie diese am wirksamsten zu bekämpfen seien.
Am 18. Juni 1947 wurde während der Kampfmittelversuche an der Graf Zeppelin kurz vor einem Sturm die Vertäuung gelöst, um einem Reißen der Leinen und einem Stranden des Schiffes zuvorzukommen. Das Schiff wurde anschließend mit zwei Torpedos 30 Seemeilen nördlich von Władysławowo (Großendorf) vor der Danziger Bucht versenkt, wo sein Wrack bis heute liegt.
Als Liegeplatz für die beiden Flugzeugträger war in Bremerhaven der Nordhafen gebaut worden. Die Flugzeuge sollten auf der anderen Weserseite gewartet werden. Die als Bauernhäuser getarnten Gebäude stehen noch heute.

### Entdeckung
Wo genau der Flugzeugträger sein Ende fand, war lange Zeit unklar. Das Schicksal an sich war bekannt, so gab der Autor Siegfried Breyer den Versenkungsort des Schiffes bereits im Jahre 1994 korrekt an, doch durch eine unklare Quellenlage war das Schicksal nicht sicher festzustellen. Es gab Berichte, das Schiff sei nach Leningrad geschleppt und dort abgewrackt worden. Andere Quellen berichteten von einem Untergang im finnischen Meerbusen, einige gaben als Grund einen Minentreffer während der Überführungsfahrt an, andere berichteten von sowjetischen Waffentests. Die Entdeckung des Wracks am 12. Juli 2006 durch polnische Ölsucher bestätigte die Position vor der Danziger Bucht, ungefähr 55 Kilometer vom polnischen Ostseehafen Großendorf (Władysławowo) entfernt. Das Wrack liegt nahe einer Ölplattform in einer Tiefe von 80 Metern. Zuständig für das Wrack ist heute die Regierung der Russischen Föderation als Rechtsnachfolger der Sowjetunion. Die Koordinaten der Fundstelle lauten: 55° 31′ 3″ N, 18° 17′ 9″ O

### Britische Angriffsplanungen
Obwohl die Graf Zeppelin nie in Dienst gestellt wurde, bereitete ihre Existenz der britischen Admiralität Kopfzerbrechen. Ein hypothetischer Flottenverband bestehend aus der Graf Zeppelin und einem Schiff der Bismarck- oder Scharnhorst-Klasse wurde als wesentliche Gefahr für die britischen Handelsschiffe betrachtet. Erschwert wurde die realistische Beurteilung der Lage noch durch die unzureichende Aufklärung. Im Frühjahr 1940 ging die Royal Navy davon aus, dass die Graf Zeppelin bereits ihre Probefahrt absolviert habe und ihre Indienststellung kurz bevorstünde.

## Das Schiff
Die Graf Zeppelin war eine bemerkenswerte Konstruktion und brach mehrere Rekorde. Zum Zeitpunkt ihres Stapellaufes war sie das längste Kriegsschiff Europas. Die Seitenhöhe des Trägers betrug 22,5 Meter, ein zuvor im deutschen Schiffbau unerreichter Wert. Der Hangar war konstruktionstechnisch ein Teil des Schiffskörpers und trug, im Gegensatz zu ausländischen Konstruktionen, bei denen Hangars als normale Aufbauten behandelt wurden, zur Steifigkeit des Schiffes bei. Durch die Höhe hatte der Träger eine immense Seitenfläche, was die Gefahr erhöhte, zum Beispiel bei der Passage des Kaiser-Wilhelm-Kanals vom Wind gegen das Ufer gedrückt zu werden. Deswegen erhielt die Graf Zeppelin im Bug zwei Voith-Schneider-Propeller. Als Ausgleich für das Gewicht der Insel auf der Steuerbordseite waren die Hangardecks um 0,5 Meter nach Backbord verschoben, was dazu führte, dass die Seitenwand an der Backbordseite einen Meter weiter überhing als auf der Steuerbordseite.
Die Antriebsanlage leistete bis zu 200.000 PS. Dies war der leistungsfähigste Antrieb, der bis zu diesem Zeitpunkt auf einem europäischen Schiff verbaut worden war. Er wurde benötigt, um das Schiff auf die geforderte Geschwindigkeit von 33 Knoten zu beschleunigen.
Von allen nach Ende des Washingtoner Flottenabkommens um das Jahr 1936 herum auf Kiel gelegten Flugzeugträgern war die Graf Zeppelin mit einer Maximalverdrängung von 33.000 Tonnen der schwerste. Tatsächlich wurde erst 1944 mit der japanischen Taihō ein schwererer Nicht-Umbau-Träger in Dienst gestellt. Die Tanks für Flugzeugbenzin waren auf der Graf Zeppelin besser geschützt als auf der Essex-Klasse.

## Flugtechnische Einrichtungen
Der obere Hangar des Schiffes war 185 m lang und 16 m breit, die Höhe lag bei 5,8 m. Der untere Hangar war 172 m lang, 16 m breit und 5,25 m hoch. Zusammen hatten sie eine Abstellfläche von 5623 m², von denen effektiv ca. 4670 m² genutzt werden konnten.
Der Hangar der Graf Zeppelin war damit fast ebenso groß wie der Hangar der Ark Royal, der eine Fläche von 5665 m² hatte und wesentlich größer als die Hangars vergleichbarer amerikanischer Flugzeugträger wie der Yorktown- und Lexington-Klasse, die eine Fläche von 4200 m² respektive 2900 m² hatten. Die mit zwischen 43 und 48 Flugzeuge der Typen Me 109 T und Ju 87 C relativ geringere Flugzeugzahl, besonders im Vergleich zu amerikanischen Flugzeugträgern, resultierte daraus, dass die Unterbringung der Flugzeuge aufgrund der Witterungsbedingungen in der Nordsee und im Nordatlantik in geschlossenen Hangarhallen zwingend notwendig war und man keine Flugzeuge dauerhaft auf dem Flugdeck abstellen konnte. Zudem hatte die Me 109 T keine Klappflügel. Mit ausländischen Lagerungsbedingungen hätte man die Flugzeugzahl der Graf Zeppelin auf bis zu 80 Stück erhöhen können.
Das Flugdeck war 240 m lang und maximal 30 m breit. Insgesamt waren drei gepanzerte Aufzüge mit einer Nutzlast bis zu 6500 kg eingelassen, die ein Verlegen der Flugzeuge ermöglichten, zusätzlich noch zwei kleinere Aufzüge für die Flugzeugstartwagen. Obwohl ein normaler Rollstart durchaus möglich war, war vorgesehen, den Start auf der Graf Zeppelin hauptsächlich mithilfe der beiden Katapulte am Bug des Schiffes durchzuführen. Damit wäre der hintere Teil des Flugdecks frei gewesen für parallel stattfindende Landeoperationen. Auch ausländische Flugzeugträger waren theoretisch für parallele Starts und Landungen geeignet, dies wurde jedoch aus Gründen der Sicherheit in der Regel nicht praktiziert. Später entwickelte die amerikanische Marine für den Parallelbetrieb das Winkeldeck.
Für den Flugbetrieb war vorgesehen, dass die Flugzeuge im oberen Hangar mit eingezogenem Fahrwerk auf einen Startwagen gesetzt wurden. Die Junkers Ju 87 (Stuka) konnten mit ihren starren Fahrwerken von den Katapulten starten. Mithilfe eines Schienensystems sollten die Wagen zu den Katapulten gebracht werden. Für den wechselseitigen Betrieb waren Weichen in das Schienensystem integriert, die Rückführung der Wagen erfolgte über eine Vorrichtung an der Stirnseite des Flugdecks. Mit dem Startwagensystem wollte man auf einen Start pro Minute und Katapult kommen. Der Start erfolge mittels Druckluft, der Vorrat daran reichte für insgesamt neun Flugzeuge pro Katapult. Das Wiederauffüllen dauerte 50 Minuten, was es dem Träger erlaubt hätte, innerhalb von zehn Minuten maximal 18 Flugzeuge in die Luft zu bringen.
Das Katapultsystem war relativ kompliziert, was sich bei einem praktischen Einsatz auch gezeigt hätte. Auch britische und amerikanische Flugzeugträger verfügten über Katapulte, die jedoch im Laufe des Zweiten Weltkrieges entfernt wurden, da sie die Erwartungen nicht erfüllten. Der Großteil aller Starts auf Flottenträgern erfolgten im Rollstart.
 Zur Landung waren vier Bremsseile vorhanden und ein Fangzaun zum Auffangen von Flugzeugen, falls die Bremsseile verpasst wurden.

## Bilder

Bau
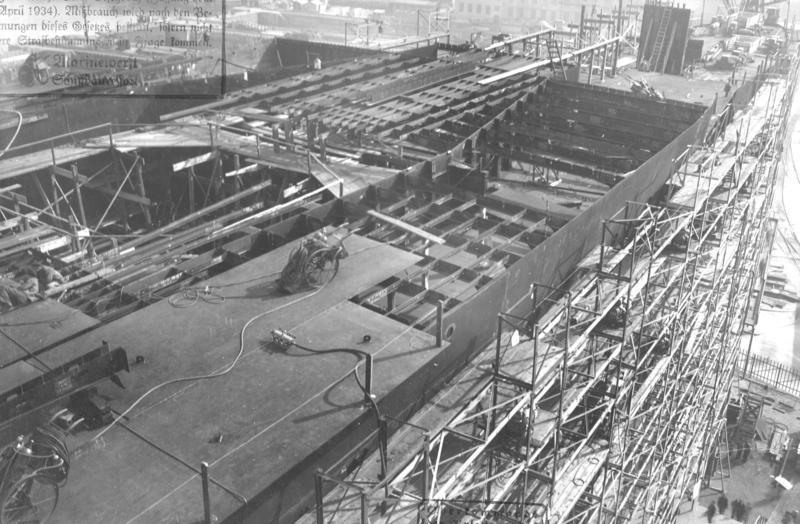
Baustadium am 21. September 1938, Deutsche Werke Kiel
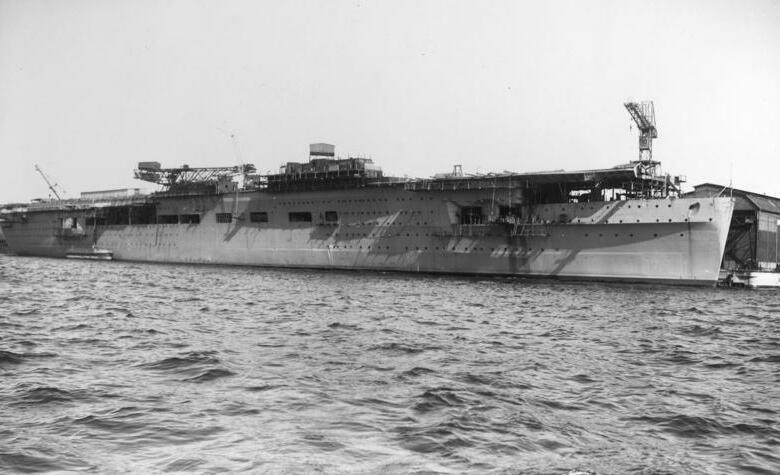
Die Graf Zeppelin im Juni 1939
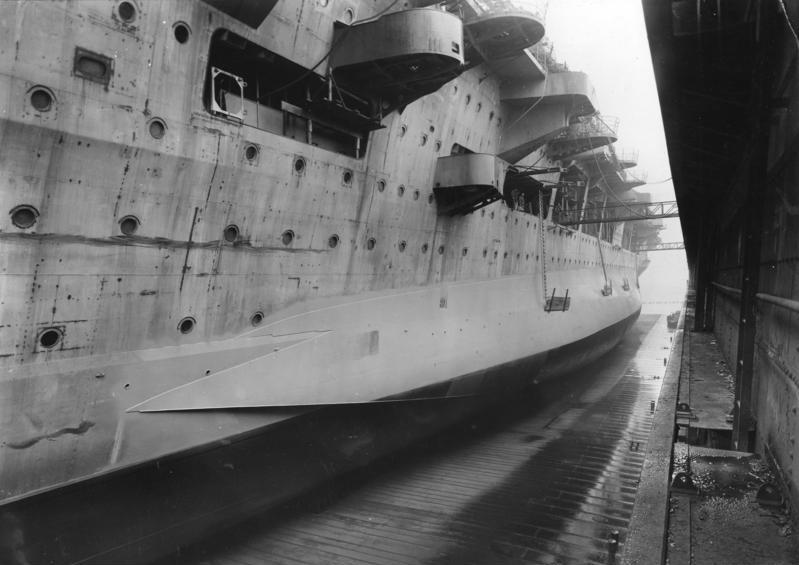
Angebauter Wulst am Flugzeugträger

Ausrüstungsphase
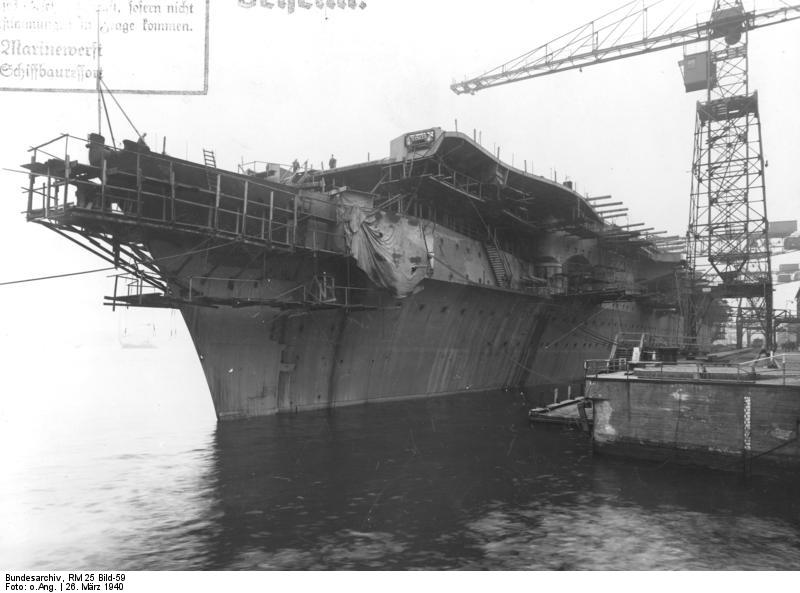
Bug, Backbordseite
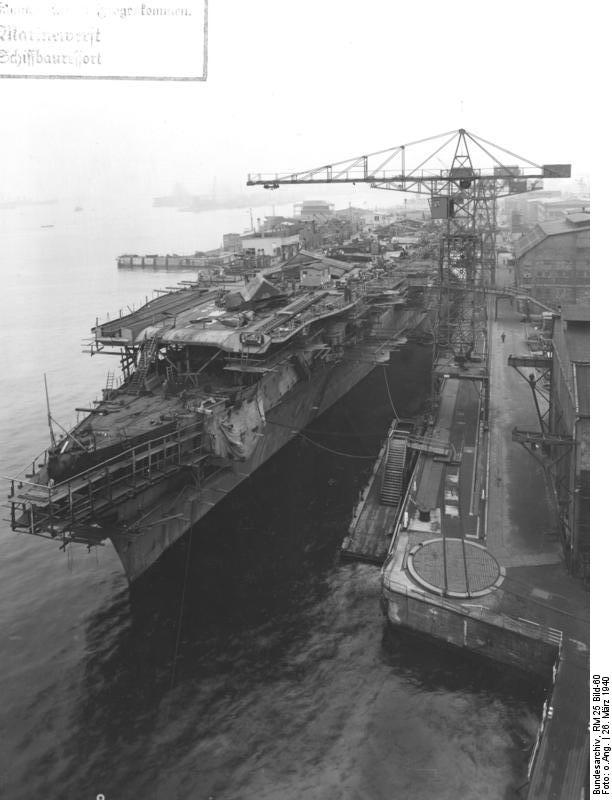
Bug, Backbordseite
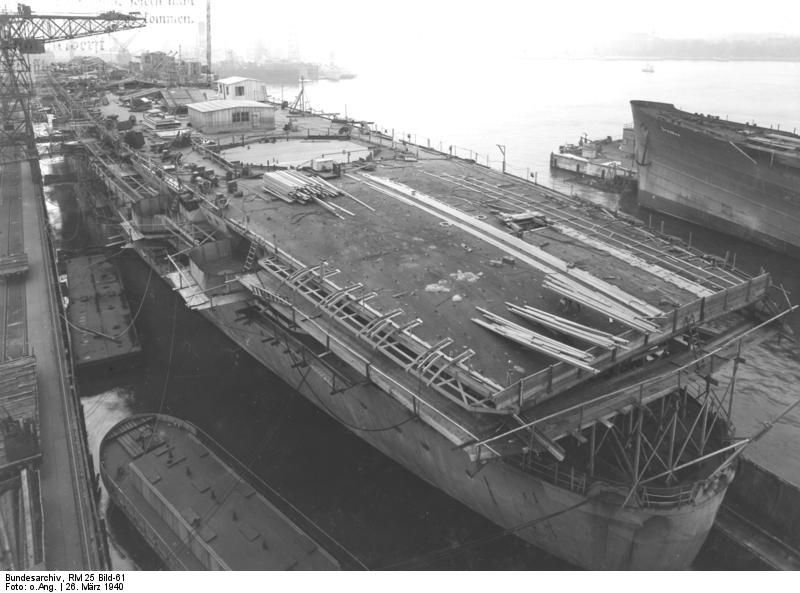
Heck mit Flugdeck, Backbordseite
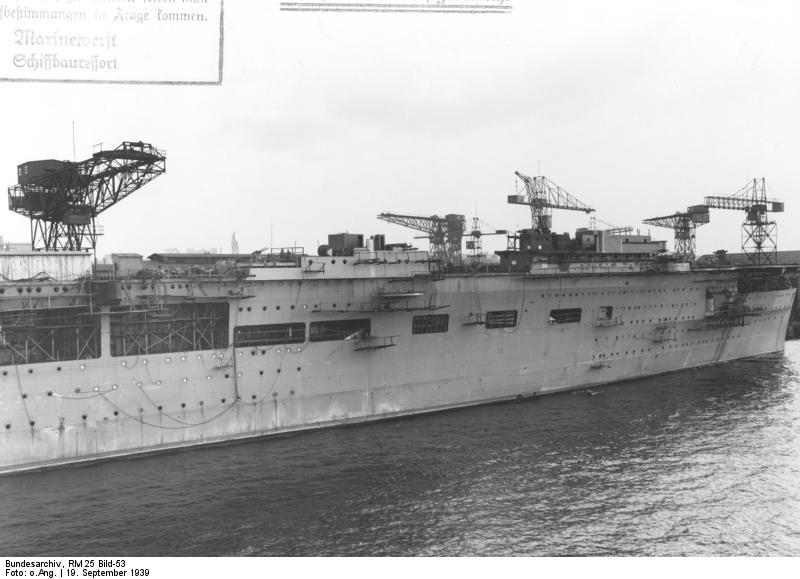
Steuerbordseite
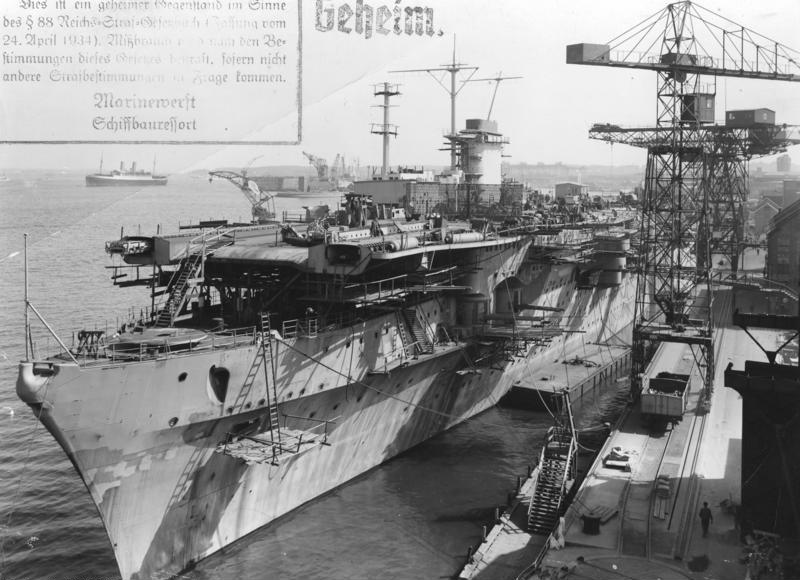
Backbordseite

Modellfotos
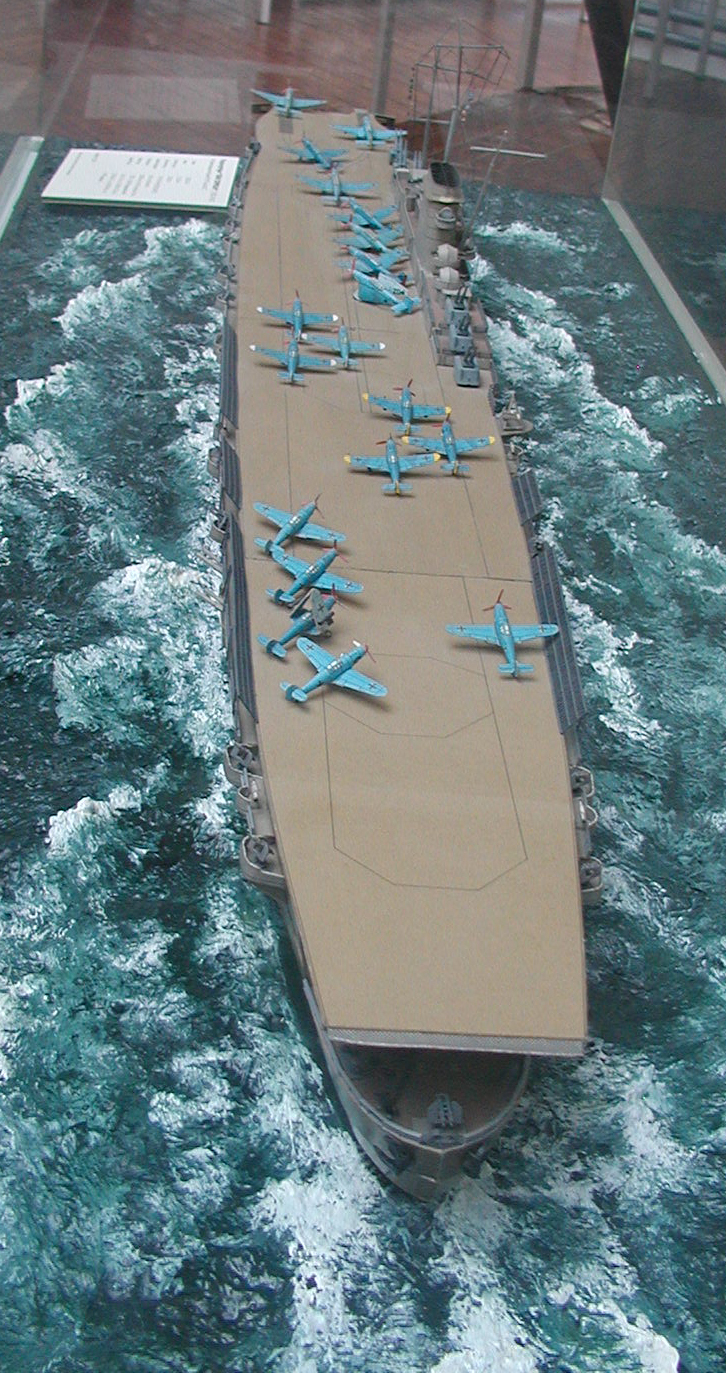
Modell: Ansicht von achtern
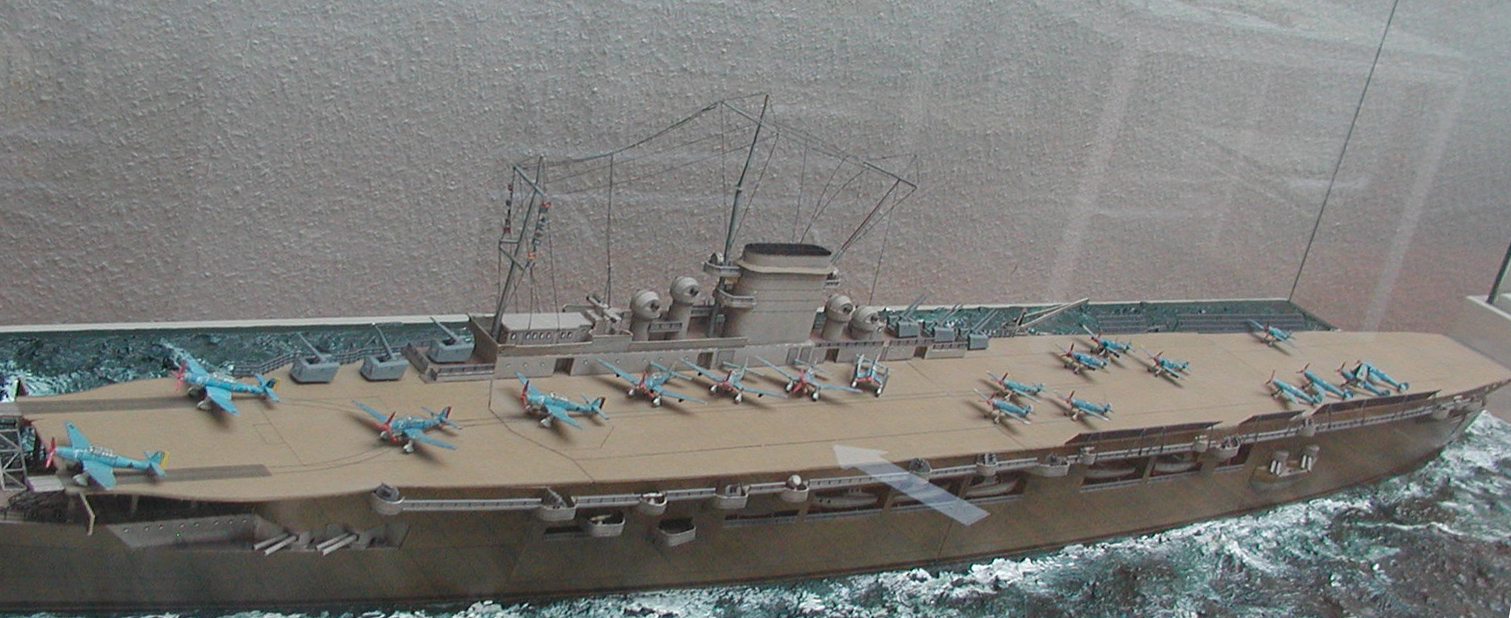
Modell: Ansicht von Backbord
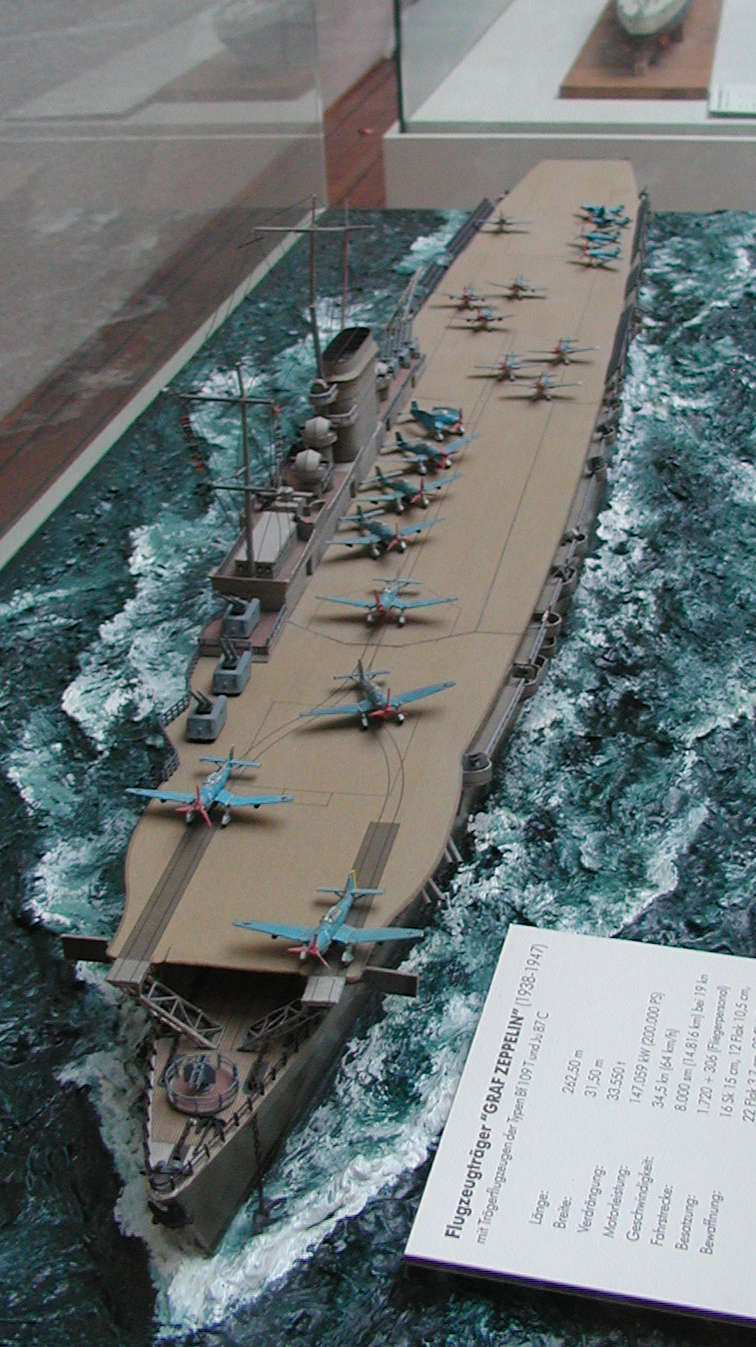
Modell: Ansicht von vorn
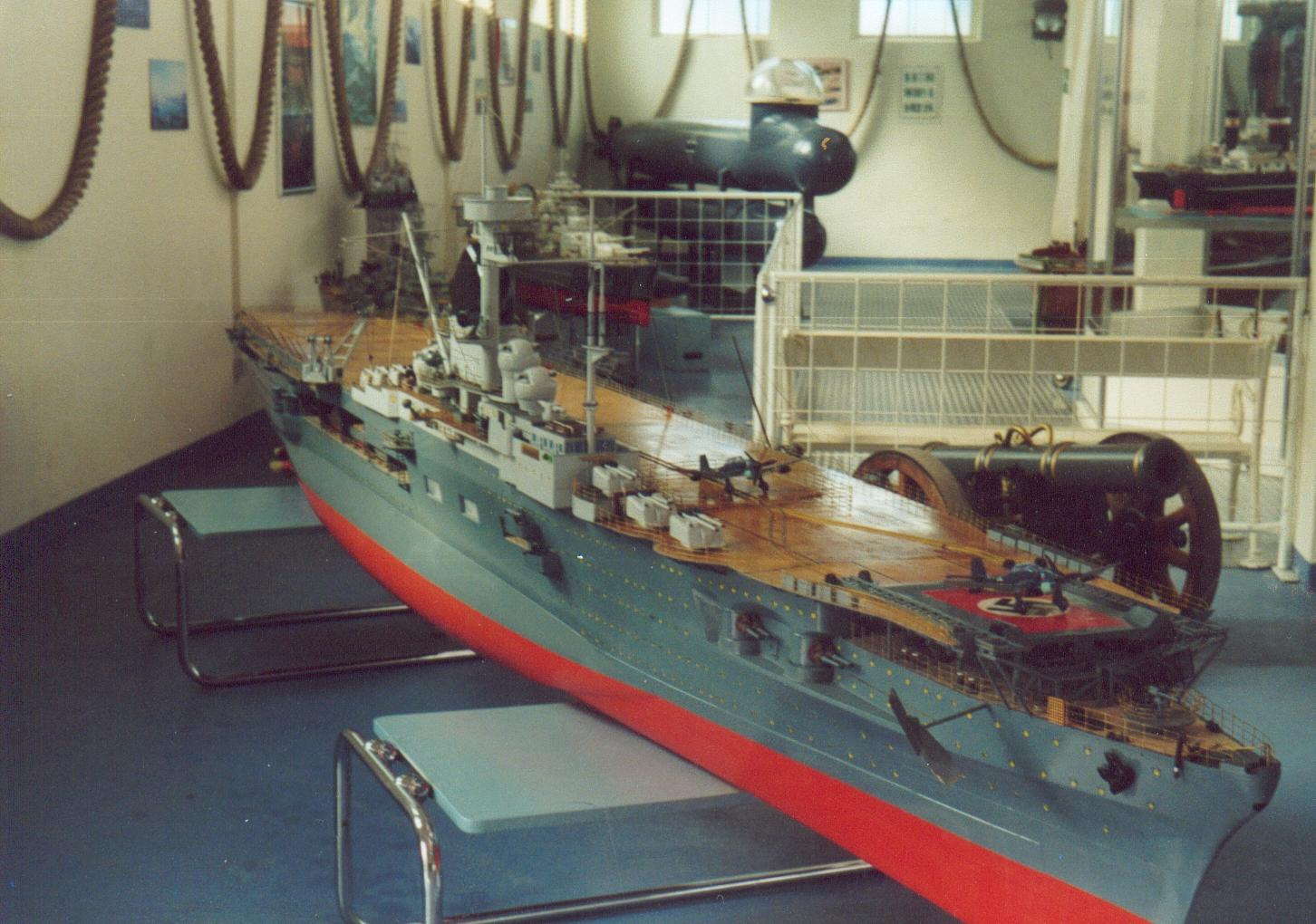
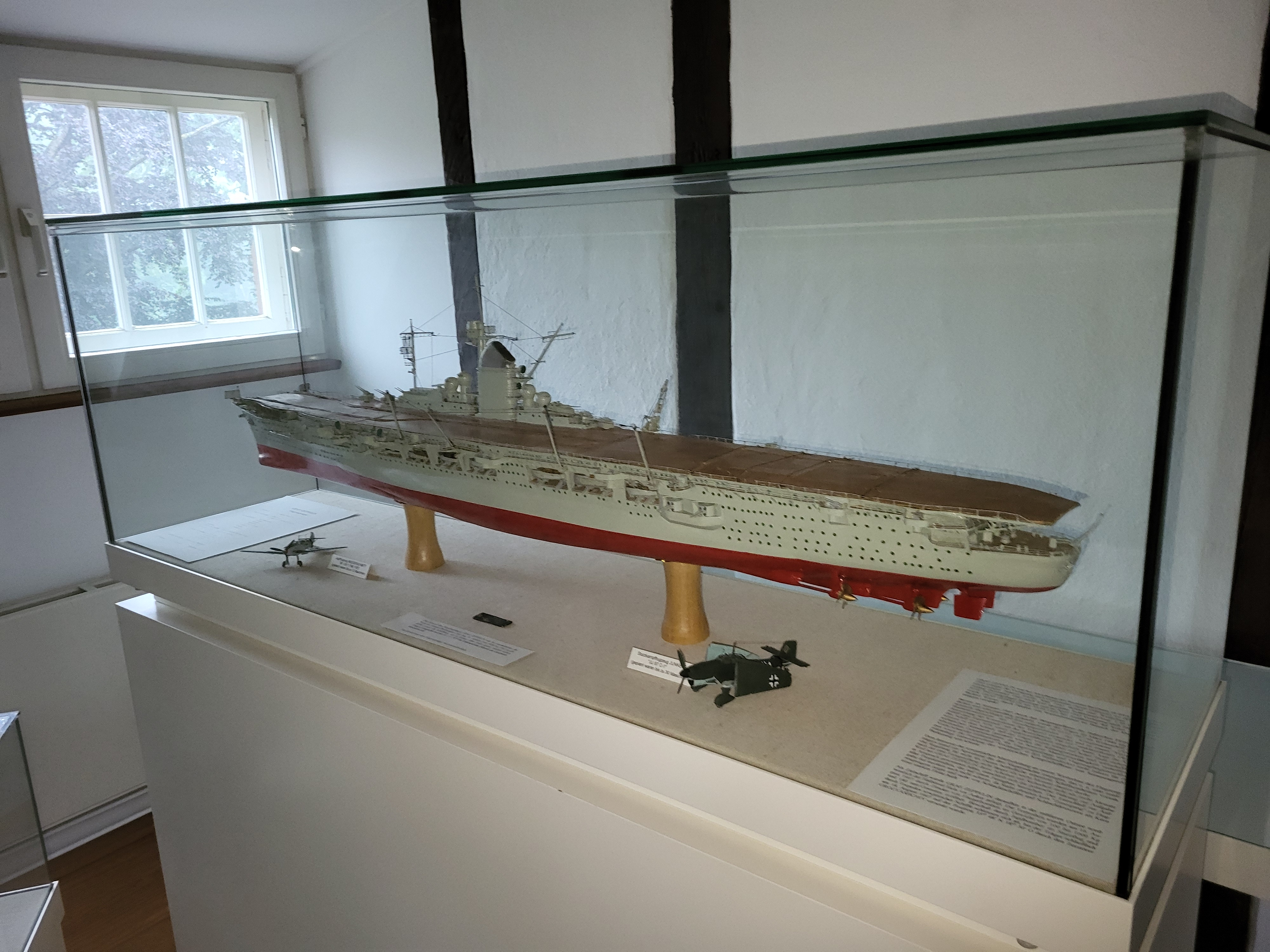
Modell der Graf Zeppelin am WGAZ, entworfen vom Originalkonstrukteur, W. Hadeler

## Film
- Hitlers Superschiff – Expedition in der Ostsee. Dokumentarfilm mit Archivaufnahmen, 3D-Animationen, Gespräche mit Experten, Tauchern und einem Zeitzeugen, Deutschland, 2017, 46:49 Min., Buch und Regie: Paul Russell und Andrea Vogt, Produktion: Millstream Films & Media, Autentic GmbH, Spiegel TV, Reihe: Spiegel Geschichte, Erstsendung: 17. Dezember 2017 bei Sky, Inhaltsangabe mit Vorschau (1:28 Min.) von Spiegel online. U.a. mit Stephen Burke (Hobbyhistoriker), Adam Olejnik (Polnische Marine-Akademie), Gerrit Menzel (Leiter des Internationalen Maritimen Museum Hamburg), Marcus Faulkner (Marinehistoriker am King’s College London).